# Кузнецов, Георгий Андреевич
Георгий Андреевич Кузнецов (3 июля 1923 — 6 января 2008) — советский лётчик-штурмовик морской авиации в годы Великой Отечественной войны и военачальник, Герой Советского Союза (6.03.1945). Генерал-полковник авиации (1973).

## Биография

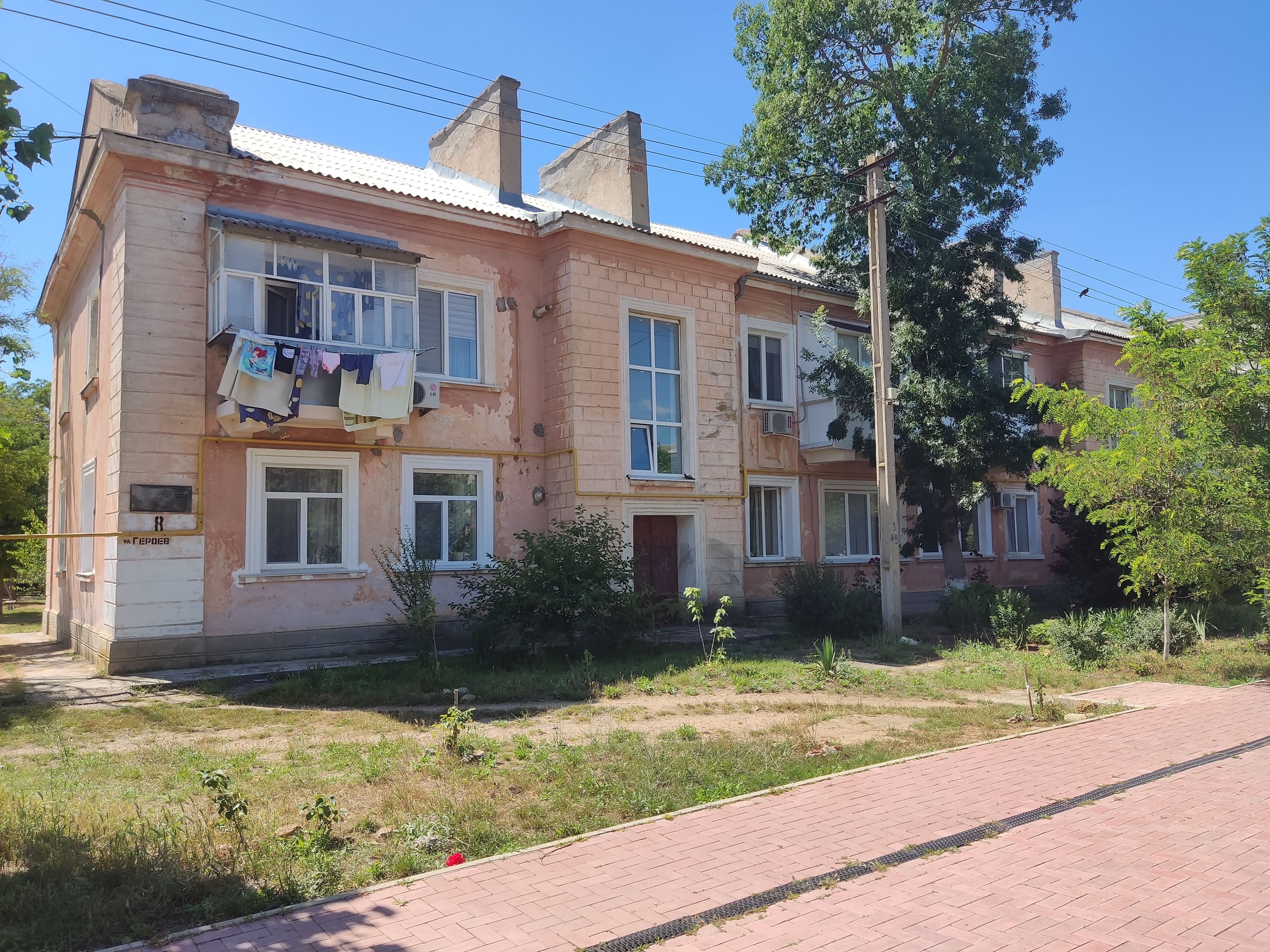
Дом в Новофёдоровке, где жил Кузнецов

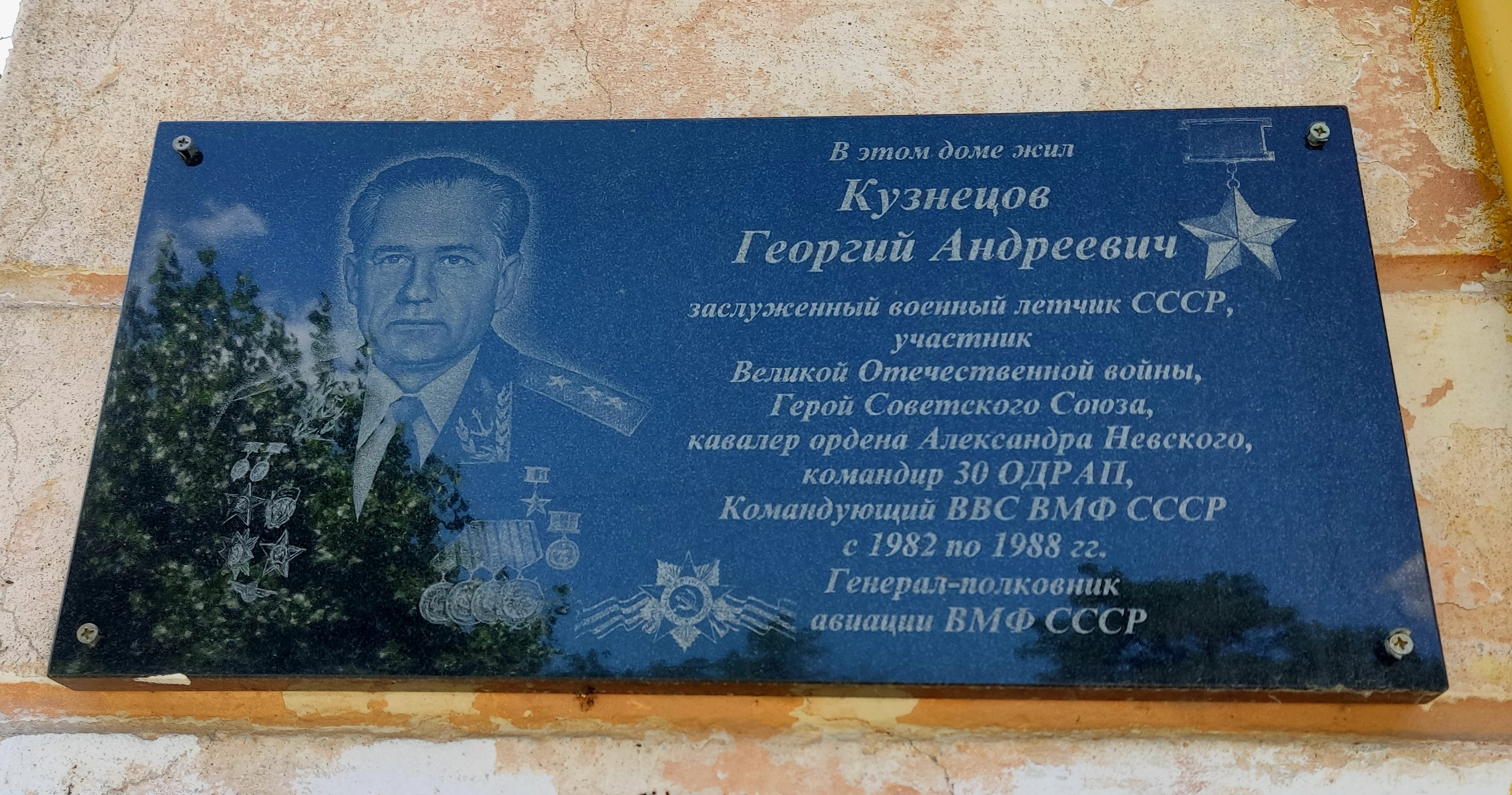
Мемориальная доска в Новофёдоровке

Родился 3 июля 1923 в городе Шахты Ростовской области в семье служащего. Русский.
Жил в городе Нальчик ныне Кабардино-Балкарской Республики.
В Красной Армии с июля 1941 года. В июле 1942 года окончил 19-ю военную авиационную школу пилотов Северо-Кавказского военного округа и был переведён в ВМФ СССР. В сентябре 1943 года окончил 3-е военно-морское авиационное училище (Саранск).
Участвовал в боях Великой Отечественной войны с октября 1943 года. Весь боевой путь прошёл в составе 8-го гвардейского штурмового авиационного полка (который до середины 1944 года входил в состав ВВС Черноморского флота), прибыв в него рядовым лётчиком, в феврале 1944 года стал командиром звена и в мае 1944 — заместителем командира эскадрильи, с февраля 1945 года командовал эскадрильей. Участвовал в Керченско-Эльтигенской операции, в прикрытии с воздуха Керченского плацдарма и в Крымской наступательной операции. В январе 1944 года был ранен, посадил горящий самолёт Ил-2 на нейтральной полосе и под огнём добрался до позиций своих войск. После завершения освобождения Крыма полк был передан в состав ВВС Балтийского флота, приняв участие в Прибалтийской, Восточно-Прусской и Берлинской наступательных операциях. В июле 1944 года ему довелось вновь сажать горящую машину, но уже на поверхность Балтийского моря, экипаж был вывезен спасательным самолётом.
Член ВКП(б)/КПСС с 1944 года.
К октябрю 1944 года заместитель командира эскадрильи 8-го гвардейского штурмового авиационного полка (11-я штурмовая авиационная дивизия ВВС ВМФ, ВВС Балтийского флота) гвардии старший лейтенант Г. А. Кузнецов совершил 101 боевой вылет. Потопил 15 вражеских кораблей (3 транспорта, 2 сторожевых корабля, 4 быстроходные десантные баржи, 2 тральщика, 1 сухогрузная баржа, 1 торпедный катер, 2 сторожевых катера), уничтожил большое количество артиллерийских орудий, танков, железнодорожных вагонов, автомашин, складов, много живой силы противника. Сбил 1 самолёт.
Указом Президиума Верховного Совета СССР от 6 марта 1945 года «за образцовое выполнение боевых заданий командования на фронте борьбы с немецко-фашистскими захватчиками и проявленные при этом отвагу и геройство» гвардии старшему лейтенанту Кузнецову Георгию Андреевичу присвоено звание Героя Советского Союза с вручением ордена Ленина и медали «Золотая Звезда» (№ 5344).
За годы войны совершил 122 боевых вылета. Счёт его боевых побед увеличился на потопленные лично транспорт и сухогрузную баржу, а также на 1 повреждённый транспорт; также сбил ещё 1 немецкий истребитель.
После войны продолжал службу в авиации Военно-Морского Флота, в составе того же полка. В феврале 1946 года направлен учиться в академию. В 1950 окончил Военно-воздушную академию, после чего служил с июня 1950 года в штабе авиации ВМФ: старший офицер оперативного управления штаба, с января 1951 — заместитель начальника оперативного управления штаба, с февраля 1952 — старший инспектор-лётчик управления военно-морскими авиационными учебными заведениями авиации ВМФ. С мая 1954 года был командиром 30-го отдельного Краснознамённого Севастопольского разведывательного авиационного полка ВВС Черноморского флота. С июля 1955 года служил заместителем командира, а с марта 1956 по ноябрь 1957 года — командиром 57-й Краснознамённой Смоленской авиационной дивизии ВВС Балтийского флота.
В 1959 году окончил Военную академию Генерального штаба Вооружённых сил СССР. С августа 1959 года — заместитель командующего по боевой подготовке — начальник отдела боевой подготовки ВВС Северного флота, с января 1961 — заместитель командующего ВВС Северного флота и с марта 1966 года — командующий ВВС Северного флота и член Военного Совета флота. С августа 1974 — начальник штаба — первый заместитель командующего авиацией ВМФ СССР, с июля 1982 года — командующий авиацией Военно-Морского Флота СССР. С июля 1988 года в отставке.
Депутат Верховного Совета Латвийской ССР 11-го созыва.
Генерал-майор авиации (9.05.1961), генерал-лейтенант авиации (19.02.1968), генерал-полковник авиации (4.11.1973).
Жил в Москве. Умер 6 января 2008 года. Похоронен на Троекуровском кладбище в Москве.
Был женат, оба сына служили офицерами в Вооружённых силах СССР.

## Награды и звания
- Герой Советского Союза (6.03.1945)
- Два орден Ленина (6.03.1945, 16.10.1957)
- Орден Октябрьской Революции (1986)
- Шесть орденов Красного Знамени (6.11.1943, 19.01.1944, 24.03.1944, 18.05.1945, 1956, 1970)
- орден Александра Невского (17.05.1944)
- Орден Отечественной войны 1-й степени (11.03.1985)
- Орден Трудового Красного Знамени (1980)
- Два ордена Красной Звезды (4.06.1955, 1956)
- Орден «За службу Родине в Вооружённых Силах СССР» 3-й степени
- медали
- Заслуженный военный лётчик СССР (19.08.1965)
- Лауреат Ленинской премии (1982, за совершенствование структуры и вооружения ВВС флотов, содействия разработке и проведению войсковых испытаний новой авиационной техники и оружия, сокращению сроков её практического освоения.)

Награды иностранных государств
- Орден Народной Республики Болгария III степени (Болгария, 22.01.1985)
- Медаль «100 лет Освобождения Болгарии от османского рабства» (Болгария)
- Медаль «За боевое содружество» I степени (Венгрия, 20.06.1980)
- Медаль «Победы и Свободы» (Польша, 26.10.1945)
- Медаль «30 лет освобождения Румынии» (Румыния, 18.11.1974)
- Медаль «Военная доблесть» (Румыния, 31.05.1985)
- Медаль «За укрепление дружбы по оружию» в серебре (Чехословакия, 1970)
- Медаль «30-я годовщина Революционных Вооружённых сил Кубы» (Куба, 24.11.1986)

## Память
- Решением Муниципального собрания внутригородского муниципального образования «Алексеевское» в городе Москве от 21 апреля 2005 года Кузнецову Г. А. было присвоено звание «Почётный гражданин внутригородского муниципального образования Алексеевское в городе Москве».
- На доме в Москве, где жил Герой, установлена мемориальная доска.

## Сочинения
- Кузнецов Г. А. Боевые действия авиации Северного флота на морских сообщениях противника. // Военно-исторический журнал. — 1976. — № 3. — С.39-46.